# Condrò
Condrò là một đô thị ở tỉnh Messina trong vùng Sicilia của Italia, có vị trí cách khoảng 170 km về phía đông của Palermo và vào khoảng 20 km về phía tây của Messina. Tại thời điểm ngày 31 tháng 12 năm 2004, đô thị này có dân số 510 người và diện tích là 5,2 km².
Condrò giáp các đô thị: Gualtieri Sicaminò, Pace del Mela, San Pier Niceto.

## Lịch sử biến động dân số
Unable to compile EasyTimeline input:

Timeline generation failed: 3 errors found

Line 39:  bar:1936 fro

- Invalid attribute 'fro' ignored.

```
 Specify attributes as 'name:value' pairs.

```

Line 40: m: 0 till:1143

- Invalid statement. No '=' found.

Line 41:  bar:1951 from: 0 till:1034

- New command expected instead of data line (= line starting with spaces). Data line(s) ignored.

```
 

```